# حامد حسن
حامد حسن (1 يونيو 1987 في أفغانستان - ) هو لاعب كريكت باكستاني. شارك في دورة الألعاب الآسيوية 2010. وشارك مع منتخب أفغانستان للكريكت. أما مع النوادي، فقد لعب مع Barisal Bulls ‏ ونادي مارليبون للكريكت ‏ وPakistan Customs cricket team ‏.

## وصلات خارجية
- حامد حسن على موقع إي آس بي آن كريك إنفو (الإنجليزية)